# Walentin Iwanowitsch Pokrowski

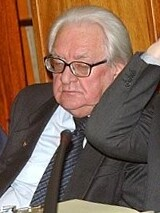
2004

Walentin Iwanowitsch Pokrowski (russisch Валентин Иванович Покровский; * 1. April 1929 in Iwanowo-Wosnessensk; † 29. Oktober 2020 in Moskau) war ein sowjetisch-russischer Epidemiologe.

## Karriere
Er schloss 1952 sein Studium am Ersten Staatlichen Medizinischen Universität I.M. Setschenow Moskau ab. 1955 erlangte er den Grad Doktor der medizinischen Wissenschaften und 1967 den Titel Professor. An der Ersten Staatlichen Medizinischen Universität I.M. Setschenow Moskau wurde er 1970 Professor für Epidemiologie. Seit 1971 war er der Direktor des Zentralen Forschungsinstitutes für Epidemiologie unter dem Gesundheitsministerium Russlands. Mitglied seit 1982, war er von 1987 bis 1991 der Präsident der Akademie der Medizinischen Wissenschaften der UdSSR und bis 2006 der nachfolgenden Russischen Akademie der Medizinischen Wissenschaften. In seiner Zeit lag die Befassung mit der AIDS-Krankheit, er behandelte 1987 den ersten russischen Patienten.
Von 1989 bis 1991 war er Abgeordneter im Kongress der Volksdeputierten der Sowjetunion.
Seit 2013 war er Akademiker der Russischen Akademie der Wissenschaften. Ebenso war er auswärtiges Mitglied der Nationalen Akademie der Wissenschaften von Belarus.

## Auszeichnungen
- Orden des Roten Banners der Arbeit (1971)[3]
- Leninorden (1986)[3]
- Verdienstorden für das Vaterland III. Klasse (1994) und II. Klasse (1999)[3]

## Einzelbelege
1. ↑  Покровский, Валентин Иванович. Abgerufen am 5. Dezember 2023 (russisch).
2. ↑  Покровский В.И. - Общая информация. Abgerufen am 3. Dezember 2023.
3. 1 2 3 4 5  ПОКРОВСКИЙ Валентин Иванович. In: nasb.gov.by. Abgerufen am 4. Dezember 2023 (russisch).

| Personendaten    | Personendaten                            |
| ---------------- | ---------------------------------------- |
| NAME             | Pokrowski, Walentin Iwanowitsch          |
| ALTERNATIVNAMEN  | Покро́вский, Валентин Иванович (russisch) |
| KURZBESCHREIBUNG | russisch-sowjetischer Epidemiologe       |
| GEBURTSDATUM     | 1. April 1929                            |
| GEBURTSORT       | Iwanowo-Wosnessensk                      |
| STERBEDATUM      | 29. Oktober 2020                         |
| STERBEORT        | Moskau                                   |